# Skidmore, Owings & Merrill

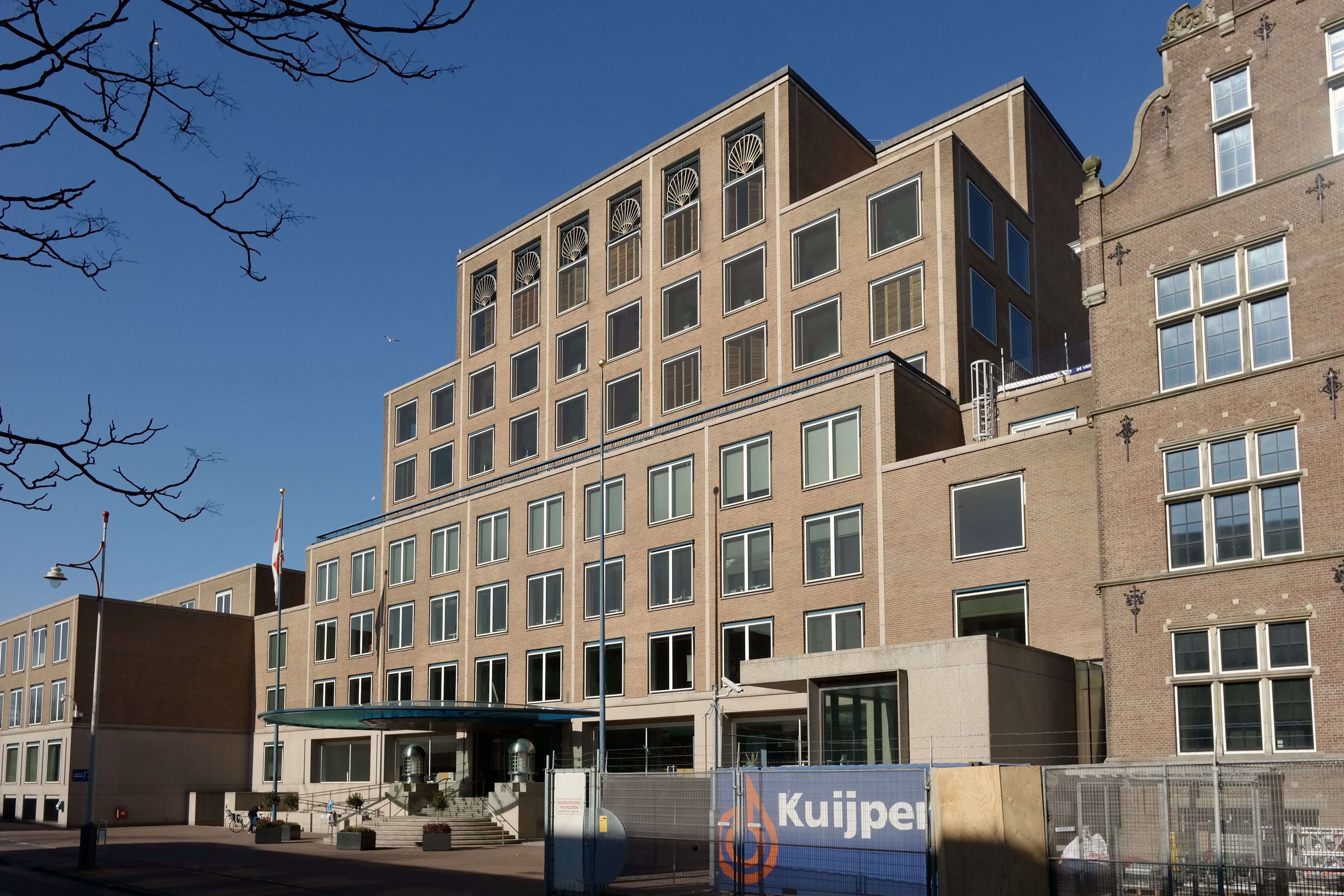
In Nederland ontwierp SOM i.s.m. LIAG Archiecten de uitbreiding van het Shell hoofdkantoor in Den Haag

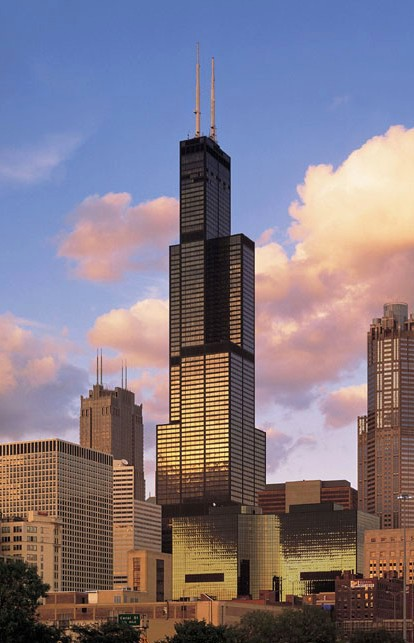
Willis Tower in Chicago

Skidmore, Owings and Merrill LLP (SOM) is een Amerikaans architecten- en ingenieursbureau uit Chicago.

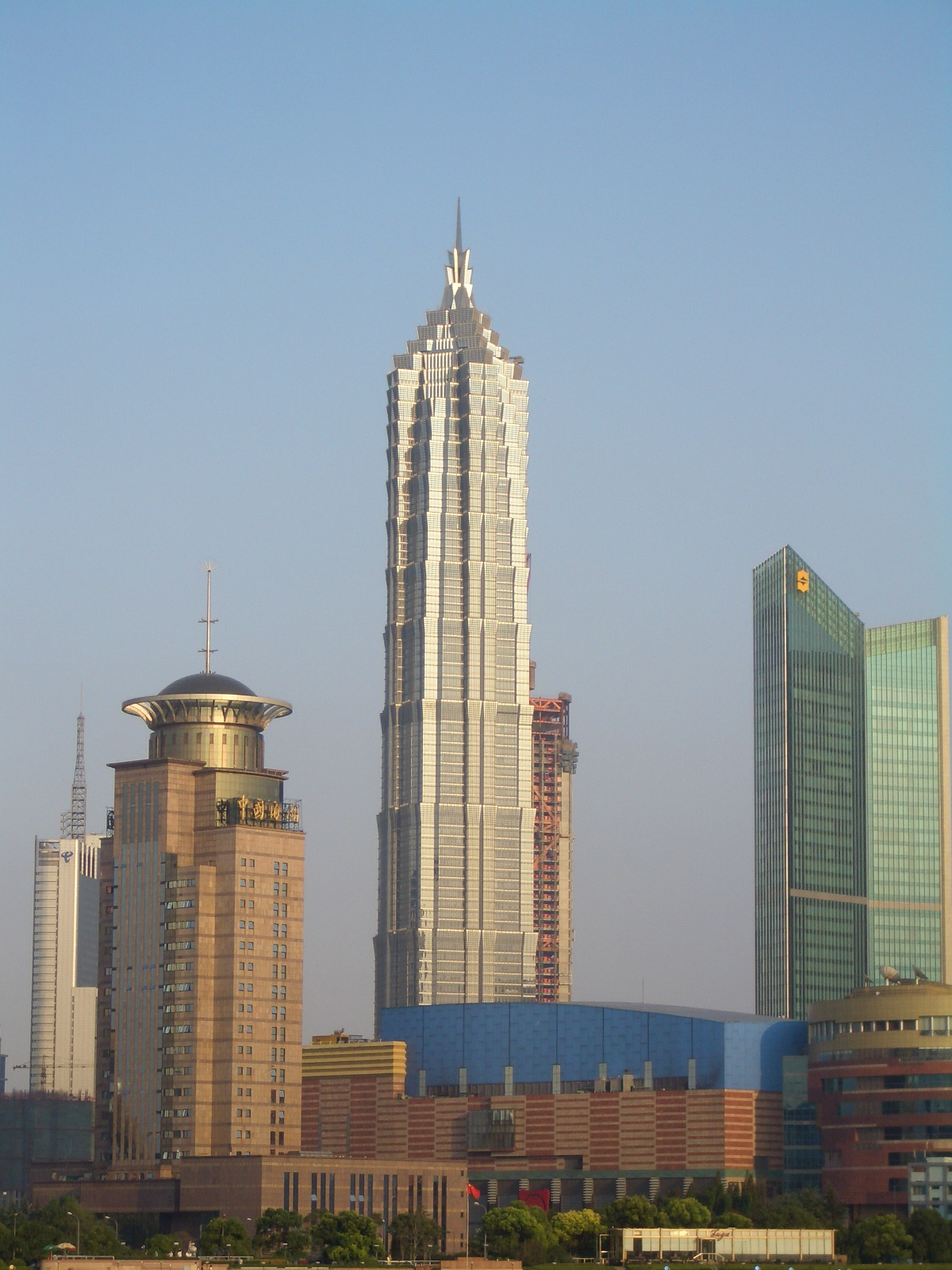
Jin Mao Tower in Shanghai

Het bedrijf werd in 1936 opgericht door Louis Skidmore en Nathaniel Owings. In 1939 kwam John O. Merrill bij het bedrijf. Ze openden in 1937 een tweede kantoor in New York. SOM is een van de grootste architectenbureaus ter wereld. Het bedrijf specialiseert zich met name in duurdere commerciële gebouwen, waaronder wolkenkrabbers.

## Bekende ontwerpen
- 1942 - Stedenbouwkundig plan en diverse gebouwen voor Oak Ridge (Tennessee) in de Verenigde Staten, in het kader van het Manhattanproject
- 1952 - Lever House, New York
- 1958 - United States Air Force Academy, Colorado Springs
- 1961 - One Chase Manhattan Plaza, New York
- 1969 - 555 California Street, San Francisco
- 1969 - John Hancock Center, Chicago
- 1971 - Lyndon Baines Johnson Library and Museum, Austin
- 1973 - Willis Tower (voorheen Sears Tower), Chicago
- 1973 - Carlton Centre, Johannesburg
- 1973 - One Liberty Plaza, New York
- 1981 - Marriott World Trade Center, New York
- 1982 - Hubert H. Humphrey Metrodome, Minneapolis
- 1985 - Uitbreiding hoofdkantoor Shell, Den Haag
- 1997 - Terminal 3 van Ninoy Aquino International Airport, Manilla
- 1998 - Jin Mao Tower, Shanghai
- 2000 - PBCom Tower, Makati
- 2000 - 7 South Dearborn (niet gebouwd), Chicago
- 2001 - Terminal internationale luchthaven van San Francisco
- 2003 - Time Warner Center, New York
- 2004 - Terminal 3 van luchthaven Ben-Gurion, Tel Aviv
- 2006 - 7 World Trade Center, New York
- 2007 - Dublin Airport
- 2007 - Terminal 3 van internationale luchthaven Changi
- 2009 - Trump International Hotel and Tower, Chicago
- 2010 - Burj Khalifa, Dubai
- 2010 - Greenland Square Zifeng Tower, Nanjing
- 2011 - Al Hamra Tower, Koeweit
- 2014 - One World Trade Center, New York
- 2014 - Chhatrapati Shivaji International Airport, Bombay
- 2017 - NAVO-hoofdkwartier, Brussel